# Crossness Pumping Station

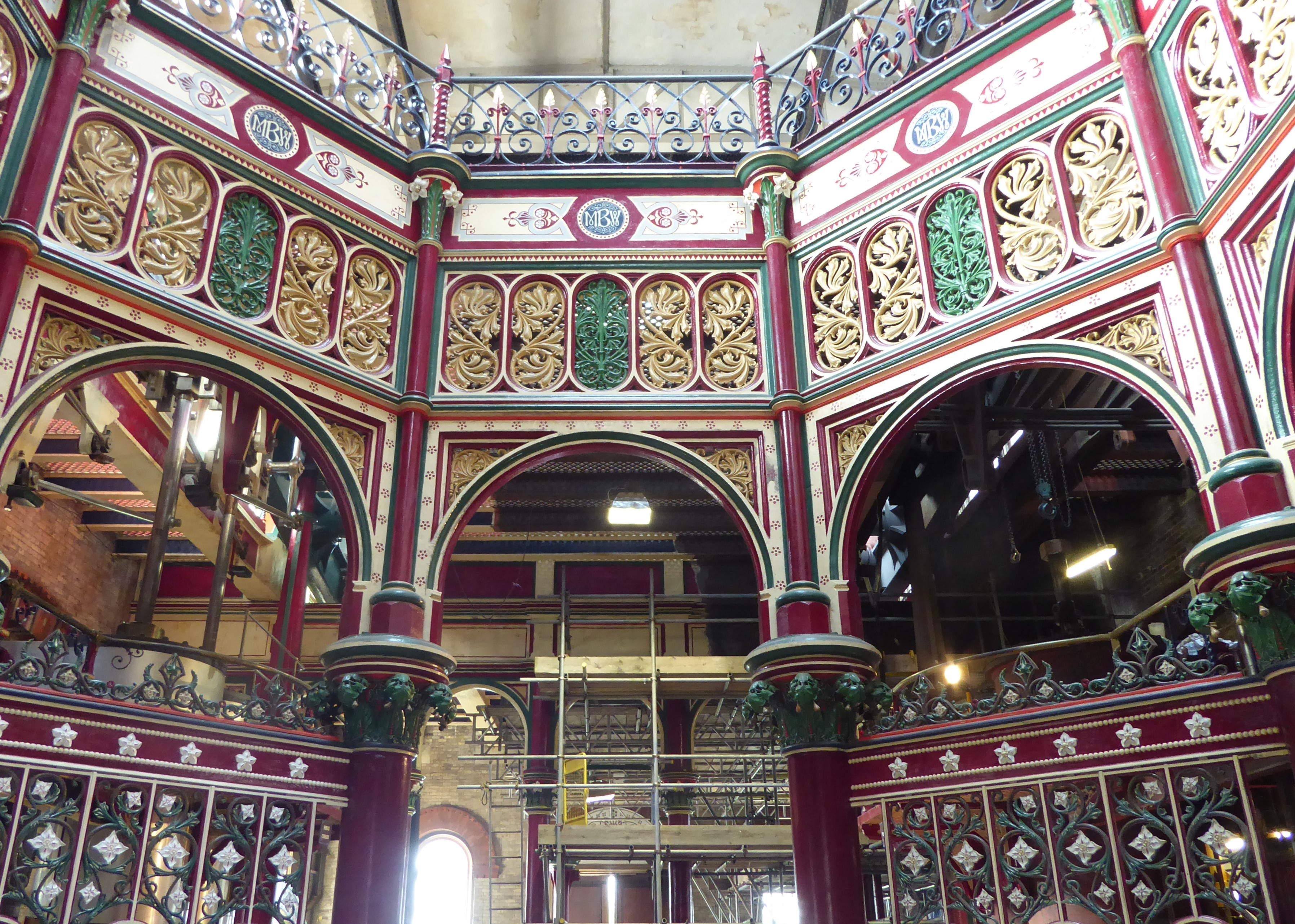
Verschnörkelte Schmiedearbeiten im Innenraum der Pumpstation Crossness

Die Crossness Pumping Station ist eine historische Abwasser-Pumpstation in Abbey Wood, London. Sie war ein zentraler Bestandteil des von Joseph Bazalgette entworfenen und nach dem „Great Stink“ von 1858 realisierten modernisierten Londoner Abwassersystems.

## Architektur und Technik

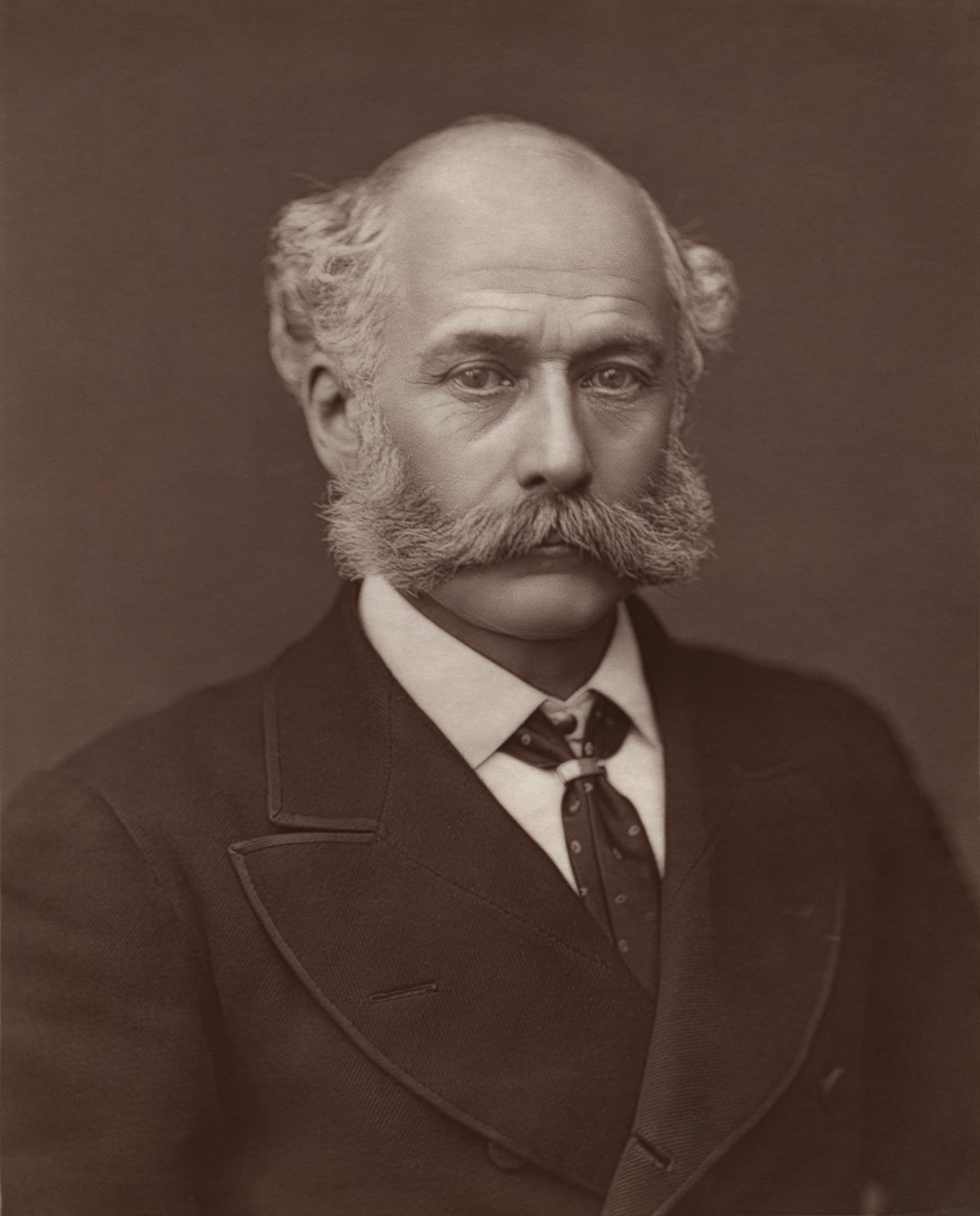
Joseph Bazalgette

Crossness Pumping Station wurde von 1858 bis 1865 als Teil des Londoner Abwassersystems unter der Leitung des Ingenieurs Joseph Bazalgette erbaut.
Der verantwortliche Architekt war Charles Henry Driver. Aufgrund ihres monumentalen Baustils ist sie im Volksmund auch als Cathedral of Sewage (deutsch: Kathedrale des Abwassers) bekannt.

Die Pumpstation zeichnet sich durch ihre prächtige viktorianische Architektur aus und ist bekannt für ihre beeindruckenden Innenräume, die reich an dekorativen Eisenarbeiten sind. Nikolaus Pevsner bezeichnete sie als „eine Kathedrale der Ingenieurskunst.“ „The Octagon“ (Das Octagon) ist das zentrale Atrium der Maschinenhalle. Es ist eine achteckige Struktur aus kunstvoll verziertem Schmiedeeisen, die als eines der beeindruckendsten architektonischen Elemente der Pumpstation gilt. 

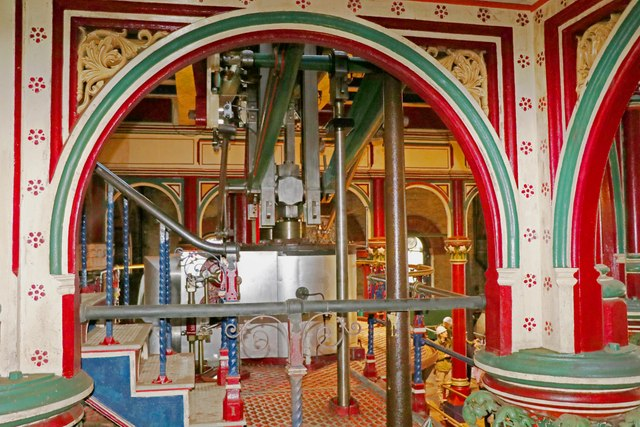
Dampfmaschine Prince Consort

Vier große Dampfmaschinen sind das Kernstück der Pumpstation. Sie wurden von James Watt & Co gebaut und tragen die Namen von Mitgliedern der königlichen Familie: Victoria, Prince Consort, Albert Edward und Alexandra. Diese Maschinen hoben das Abwasser um 30 bis 40 Fuß (9–12 m) an und leiteten es in ein 27-Millionen-Gallonen-Reservoir, das während der Ebbe in die Themse entleert wurde.

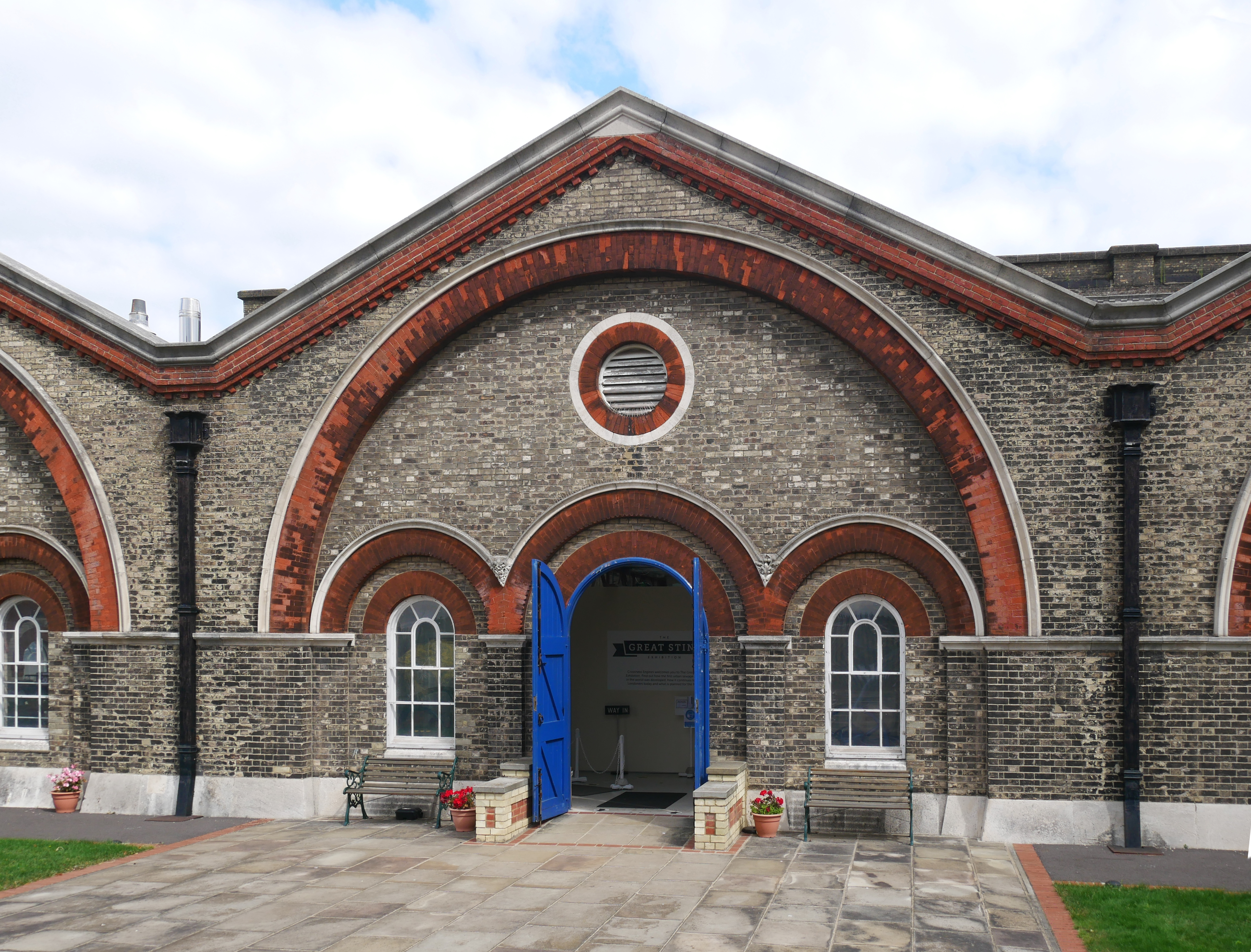
Südseite
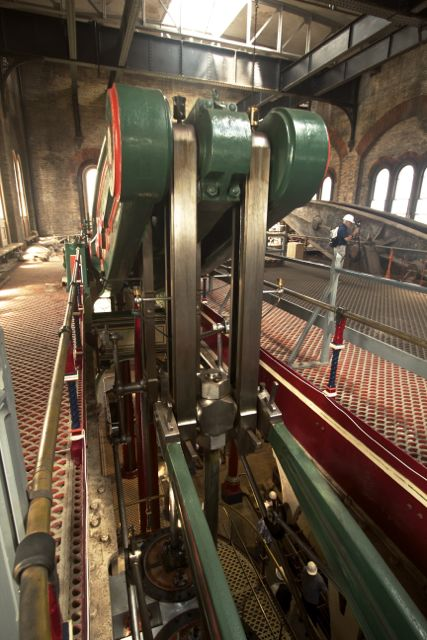
Pumpe
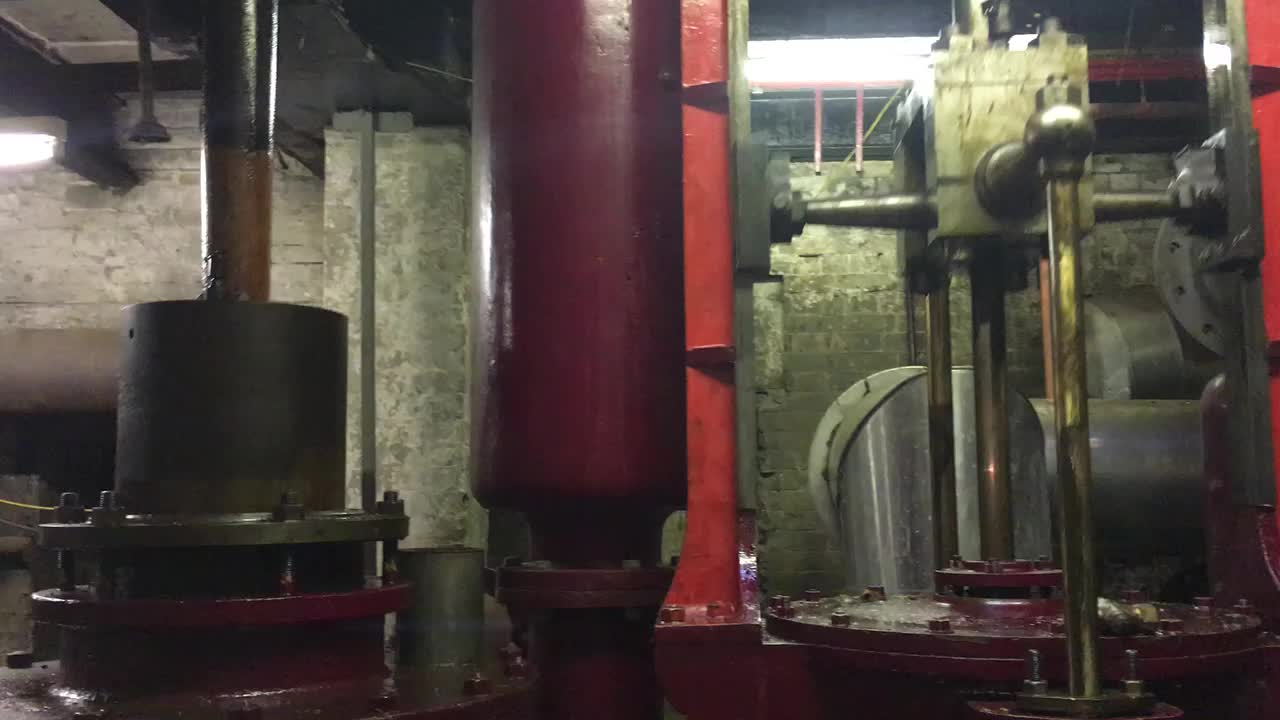
Teil der Dampfmaschine „Prince Consort“
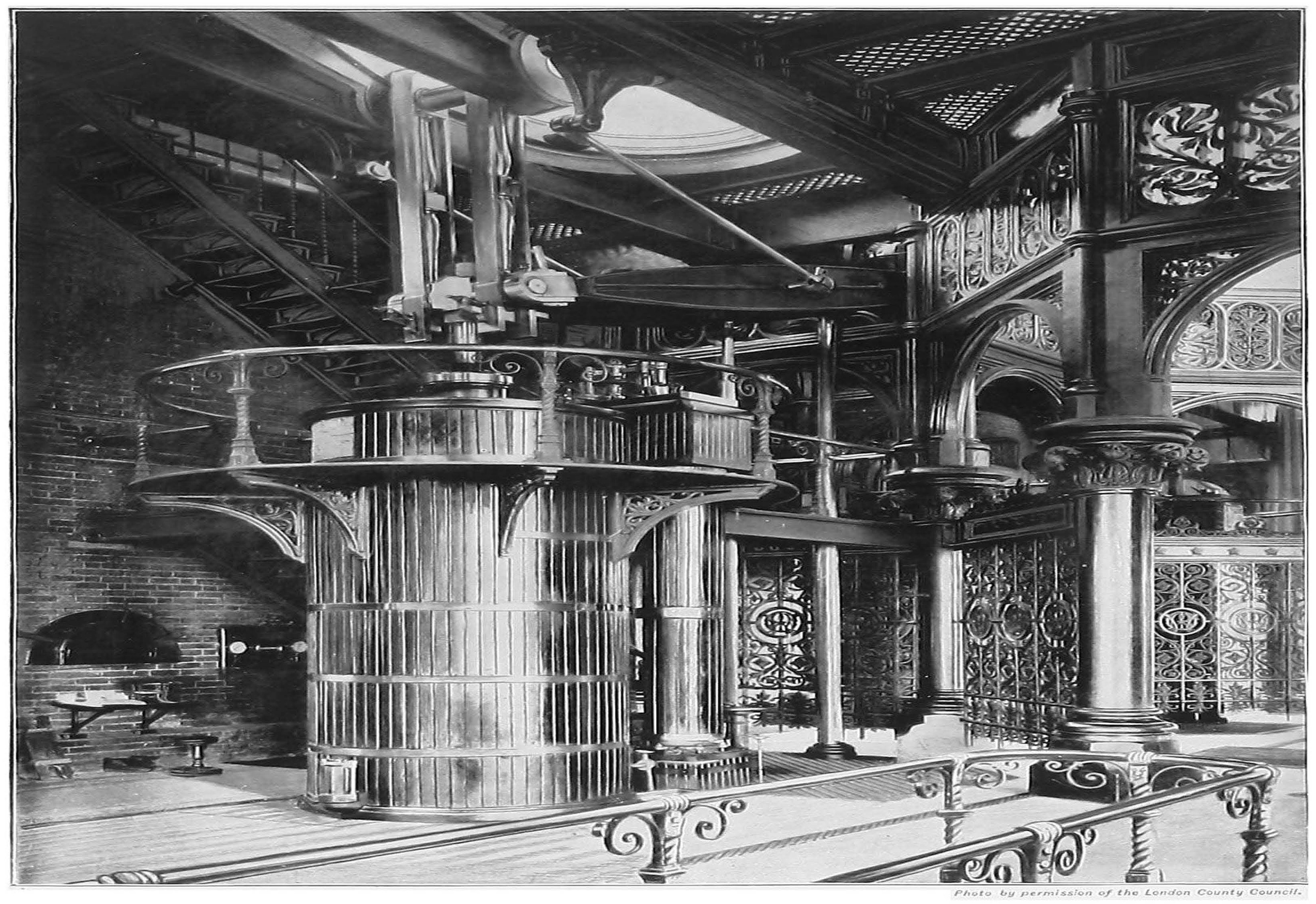
Pumpmaschine
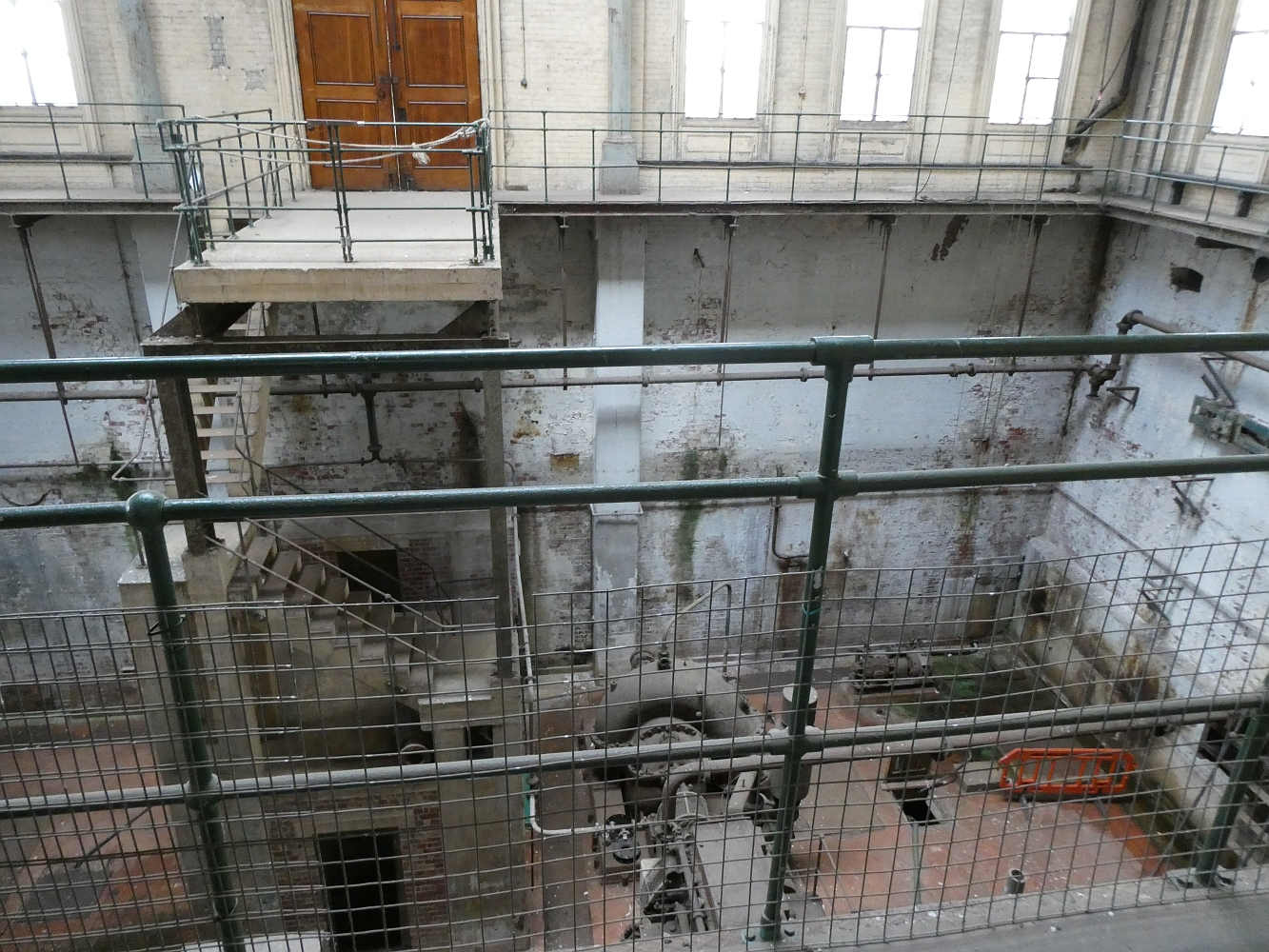
Maschinenraum

## Betrieb und Stilllegung
Die Crossness Pumping Station wurde am 4. April 1865 in Anwesenheit von Edward-Albert, Prince of Wales, sowie weiteren hochrangigen Persönlichkeiten feierlich eröffnet:

„In Gegenwart des Prinzen Alfred, des Herzogs von Cambridge, des Erzbischofs von Canterbury und einer Unzahl von Augenzeugen aller Classen, hat der Prinz von Wales heute die Ceremonie der Eröffnung des neuen hauptstädtischen Cloakennetzes, welches bei Croßneß Point seinen Ausgang in die Themse hat, vollzogen. Die Anlagekosten dieser ungeheuren Canalisirung belaufen sich aus vier Millionen Pfund Sterling, welche die Hauptstadt in Gestalt einer Anleihe beschafft hat.“

Die Station spielte eine entscheidende Rolle bei der Verbesserung der sanitären Bedingungen in der Stadt und der Bekämpfung von Cholera-Epidemien im 19. Jahrhundert. Im Laufe der Jahre wurde die Anlage  fortlaufend modernisiert, um den steigenden Anforderungen der Stadt gerecht zu werden. Sie blieb bis 1956 in Betrieb, bevor sie stillgelegt wurde.

## Heutige Nutzung
Nach Jahrzehnten des Verfalls begann 1985 eine umfassende Restaurierung, die zur Wiedereröffnung für die Öffentlichkeit 1986 führte. 2016 wurde sie für 2,7 Millionen £ aus Mitteln des Heritage Lottery Fund weiter restauriert. 2019 wurde für 400.000 £ Asbest entsorgt.
Heute ist die Crossness Pumping Station ein denkmalgeschütztes Gebäude (Grade I) und ein bedeutendes Beispiel viktorianischer Ingenieurskunst. Die Anlage wird vom Crossness Engines Trust verwaltet, der sie von ihrem Eigentümer Thames Water geleast hat. Crossness Pumping  Station steht der Öffentlichkeit als Museum und Veranstaltungsort zur Verfügung.

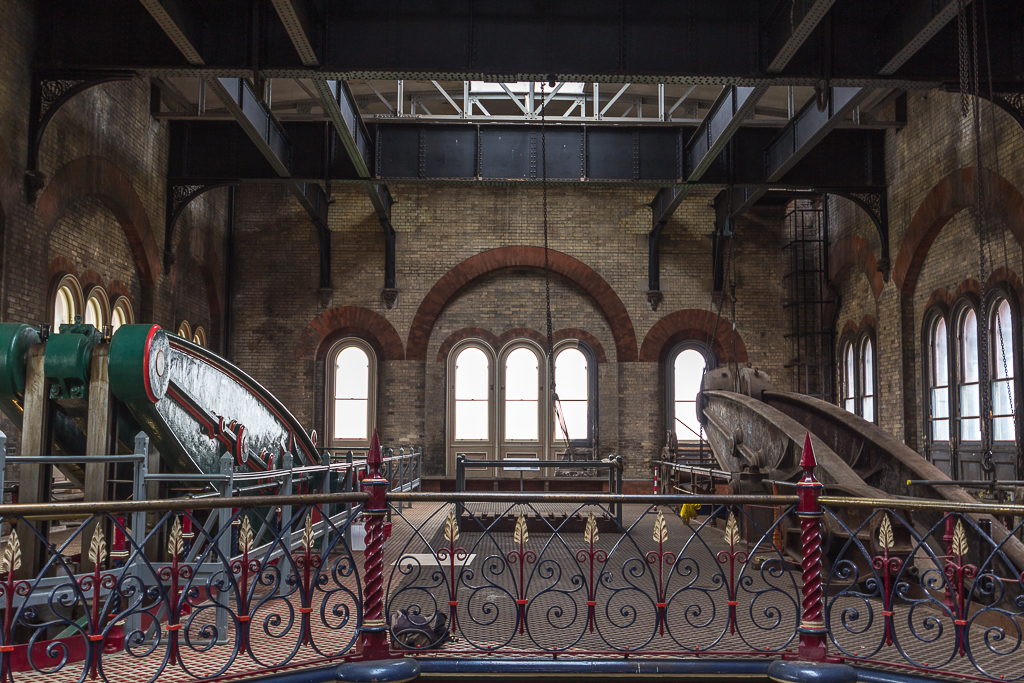
Pumpen
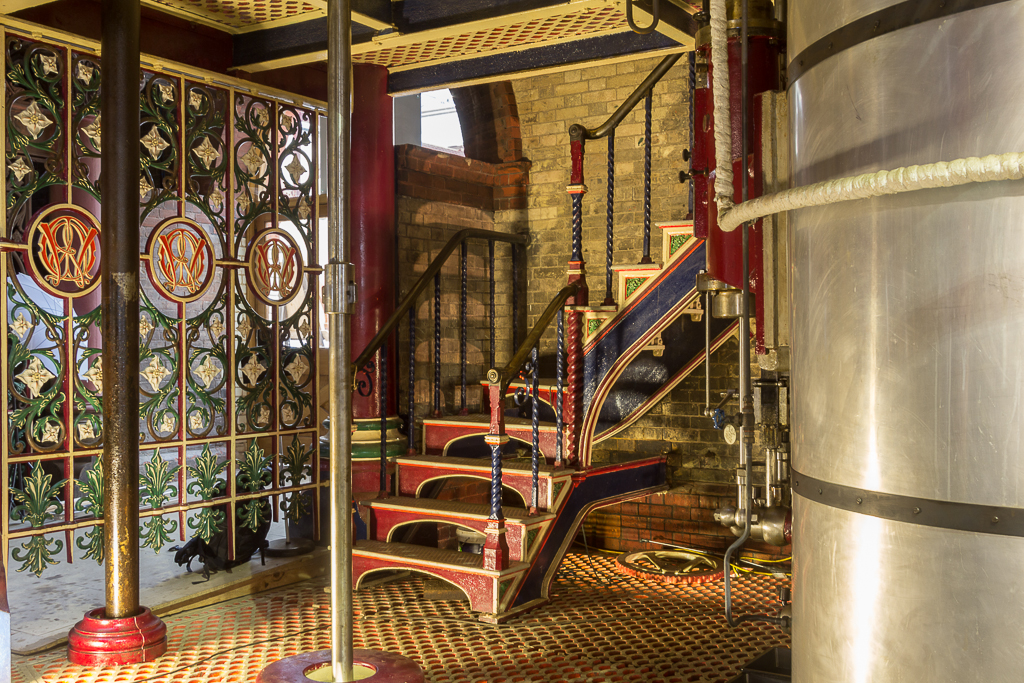
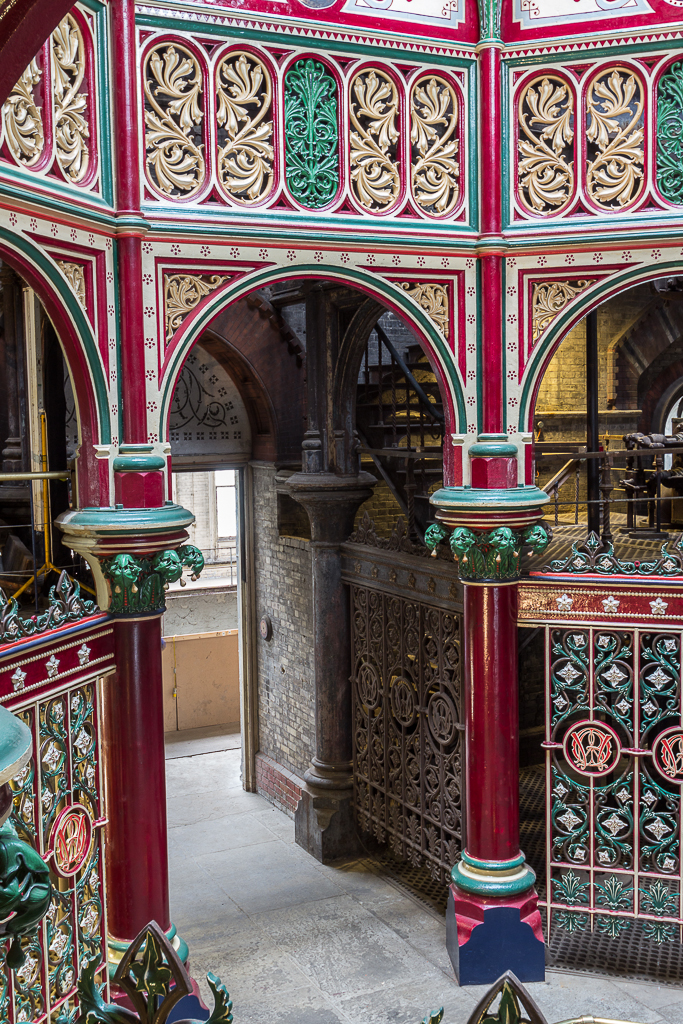
Innenraum
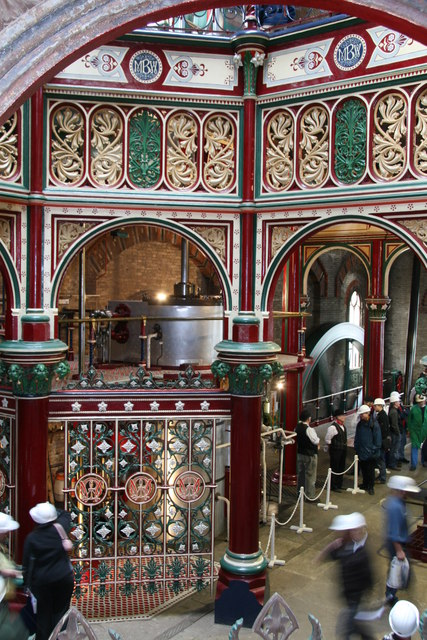
„The Octagon“
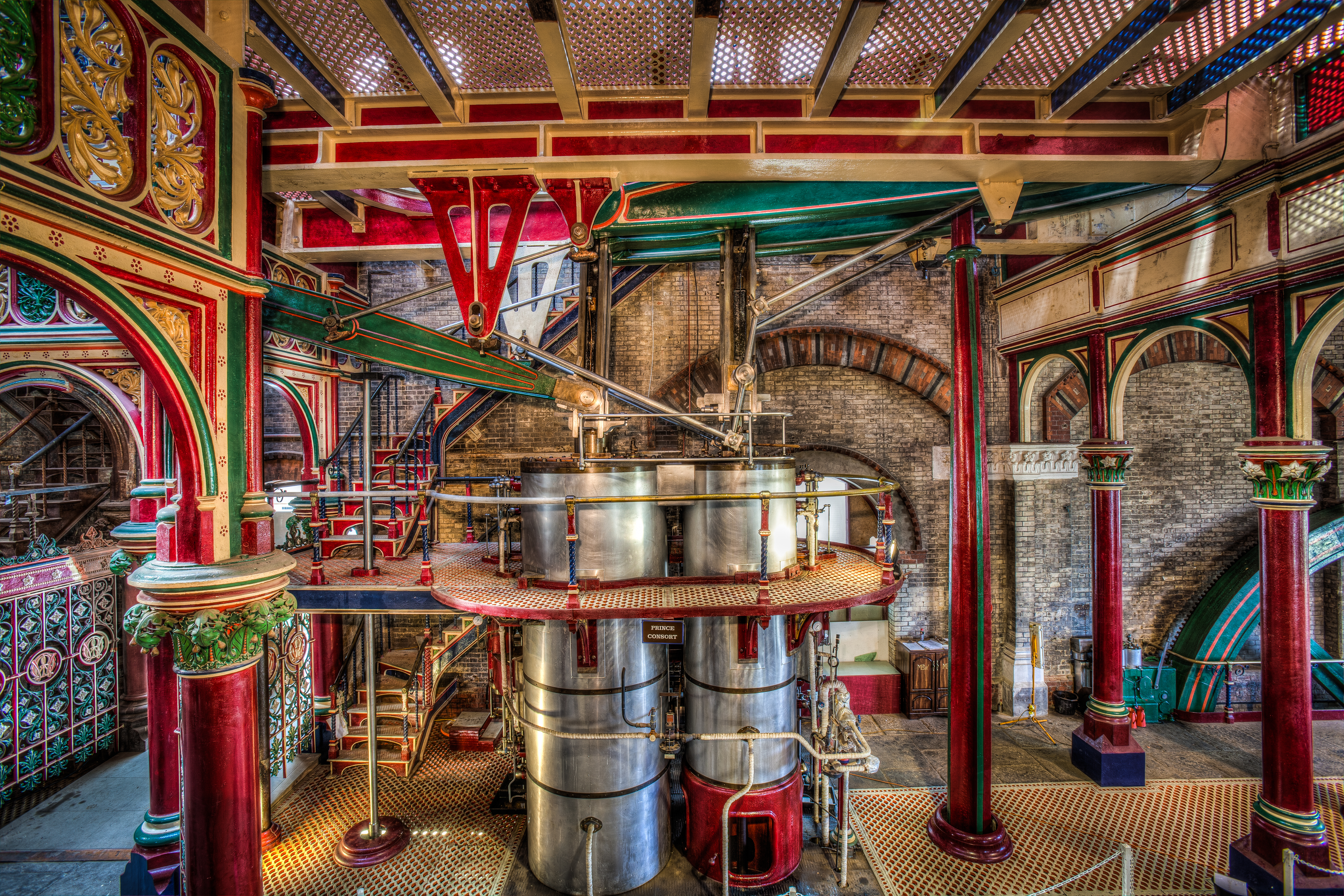